# جلیقه نجات

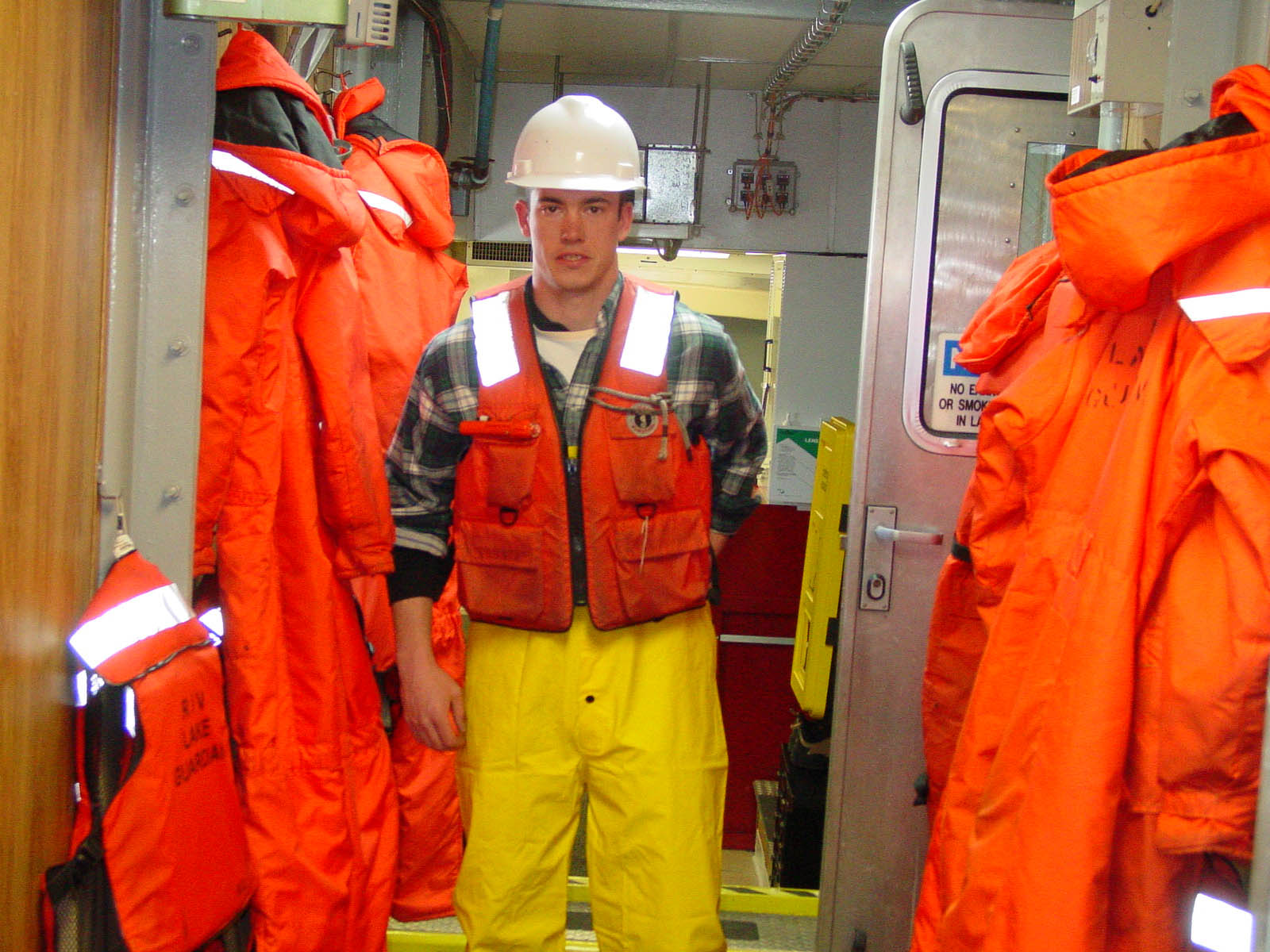
مردی در حال پوشیدن یک جلیقه نجات

جلیقه نجات، نوعی وسیله شناوری شخصی است که مانند جلیقه پوشیده می‌شود و کاربرنده آن را روی آب نگاه می‌دارد و از غرق شدن او جلوگیری می‌کند. کسانی که روی کشتی‌ها و قایق‌ها یا بر سکوهای دریایی کار می‌کنند و همچنین کسانی که به ورزش‌های آبی می‌پردازند آن را به کار می‌برند. در برخی کشورها پوشیدن آن در هنگام سوار بودن بر برخی شناورها یا کار بر سکوها طبق قانون الزامی است.
جلیقه نجات در دو نوع کلی ساخته می‌شود: یک نوع آن باد می‌شود و نوع دیگر پر از مواد سبک‌تر از آب مانند فوم اسفنجی است.
جلیقهٔ نجات یکی از وسایل نجات تُندابه‌ای نیز هست. نجات تندابه‌ای نوعی از عملیات نجات است که در آب‌های متلاطم دریایی یا توفانی یا سیل‌ها و تندابه‌ها صورت می‌گیرد.
این جلیقه ها حد اکثر میتوانند چهار روز یک انسان بزرگسال و حد اکثر پنج روز یک کودک را روی آب شناور نگه دارند.

## تاریخچه
از قدیمی‌ترین نمونه‌های جلیقه‌های نجات را می‌توان به پوست حیوانات، یا کدوهای توخالی اشاره کرد که هنگام عبور از نهرها و رودخانه‌های عمیق از آن ها استفاده می‌شد. همچنین در گذشته دریانوردان نروژی از وسایل ایمنی شناور با طراحی هدفمند متشکل از بلوک های ساده چوب یا چوب پنبه استفاده می کردند.
جلیقه نجات مدرن به طور کلی به بازرس قایق های نجات در مؤسسه قایق نجات ملی سلطنتی در بریتانیا ، کاپیتان جان راس وارد (که بعدها معاون دریاسالار نیروی دریایی سلطنتی بود ) نسبت داده می شود. او در سال 1854میلادی جلیقه چوب پنبه‌ای ساخت تا خدمه قایق‌های نجات آن را هم برای محافظت در برابر آب و هوا و هم برای نجات جانشان بپوشند.
مواد چوب پنبه سفت و سخت در نهایت توسط کیسه های حاوی سلول های ضد آب پر از کاپوک ، یک ماده گیاهی، جایگزین شد. این سلول‌های نرم در مقایسه با دستگاه‌هایی که از قطعات چوب پنبه سخت استفاده می‌کردند انعطاف‌پذیرتر و راحت‌تر قابل پوشیدن بودند. شناور کاپوک در بسیاری از نیروی دریایی در جنگ جهانی دوم استفاده شد . فوم در نهایت جایگزین کاپوک برای شناورسازی (در مقابل بادکرده و بنابراین نه ذاتاً شناور) شد. 
در طول جنگ جهانی دوم، تحقیقاتی برای بهبود طراحی جلیقه نجات نیز توسط Edgar Pask OBE ، اولین استاد بیهوشی در دانشگاه نیوکاسل در بریتانیا انجام شد . تحقیقات او شامل بیهوشی به عنوان وسیله ای برای شبیه سازی بیهوشی در یخ زدن آب دریا بود. کار پاسک باعث شد او OBE و توصیف "شجاع ترین مرد در RAF که هرگز با هواپیما پرواز نکرده است" را به ارمغان آورد.